# 倪成章
倪成章（？—？），號文孺，四川潼川州人。

## 生平
万历三十七年（1609年）己酉科四川乡试举人，四十七年（1619年）己未科進士，禮部觀政，天啓元年（1621年）授福建建寧知縣，二年丁憂。五年補任山西曲沃县知县，崇祯元年行取考选，授湖廣道御史，官至尚宝司少卿，祀乡贤。

## 家族
曾祖倪俊。祖倪公宣。父倪仲。